# Vuelo 965 de Ozark Air Lines
El vuelo 965 de Ozark Air Lines era un vuelo comercial regular de Chicago, Illinois, a Lambert Field en San Luis, Misuri, con una escala intermedia programada en Greater Peoria en Peoria, Illinois. El 27 de marzo de 1968, el Douglas DC-9-15 que operaba el vuelo, con 44 pasajeros y cinco tripulantes, colisionó en pleno vuelo con un Cessna 150F monomotor mientras ambas aeronaves se aproximaban a la misma pista en Lambert Field. El DC-9 aterrizó sano y salvo sin que ninguno de sus 49 ocupantes resultara herido, mientras que los dos pilotos del Cessna bipersonal murieron en la colisión y el posterior impacto contra el suelo.

## Aeronaves y tripulación
La primera aeronave accidentada fue un Douglas DC-9-15, matriculado como N970Z, con número de serie del fabricante 45772, fabricado el 5 de mayo de 1966 y propiedad de Ozark Air Lines, que también lo operaba. Al momento del accidente, la aeronave tenía un tiempo total de vuelo de 5.172 horas. A bordo del vuelo iban tres pilotos: el capitán R.J. Fitch, de 52 años, con un total de 24.127 horas de vuelo, incluidas 800 en el DC-9; el primer oficial W.C. Oltman, de 43 años, con 9.805 horas de vuelo, incluidas 1.188 en el DC-9; y el capitán R.W. Traub, de 46 años, con 18.402 horas de vuelo, incluidas 51 en el DC-9. Los tres pilotos poseían un certificado de piloto de transporte de línea aérea y un certificado médico de primera clase. Oltman era el piloto al mando de los controles y estaba sentado en el asiento derecho. La aeronave transportaba a 44 pasajeros y una tripulación de cabina compuesta por dos asistentes de vuelo. El avión estaba equipado con una grabadora de voz de cabina (CVR) y una grabadora de datos de vuelo (FDR) que funcionaban correctamente al momento del accidente.
La segunda aeronave accidentada fue una Cessna 150F, matriculada como N8669G, con número de serie del fabricante 15062769, propiedad y operada por Interstate Airmotive, Inc., una escuela de vuelo. Al momento del accidente, acumulaba un tiempo total de vuelo de 1.392 horas. A bordo se encontraban dos pilotos: el instructor B.L. Allen, de 31 años, con aproximadamente 381 horas de vuelo, y que contaba con la certificación de instructor de vuelo certificado; y el alumno John Brooks, de 34 años, quien poseía un certificado de piloto comercial y tenía unas 174 horas de vuelo. La aeronave no transportaba, ni estaba obligada a transportar, una CVR ni una FDR.

## Accidente
A las 5:49 p.m., el vuelo 965 de Ozark Air Lines se encontraba en ruta hacia Lambert Field y fue transferido al Control de Aproximación de San Luis. Era de día y prevalecían condiciones meteorológicas despejadas, con nubes altas, delgadas y dispersas, y una visibilidad reportada de 15 millas (24,1 km), pero con vientos superficiales fuertes del 170° a 15-20 nudos (17,3-23,0 mph) (27,8-37,0 km/h). Los pilotos del DC-9 iniciaron una aproximación por instrumentos a la pista 12R, pero antes de alcanzar el marcador exterior reportaron al control de aproximación que tenían el aeropuerto a la vista. A las 5:55 p.m., el control de aproximación autorizó a los pilotos a realizar una aproximación visual a la pista 17, lo cual fue reconocido por los pilotos, y el controlador transfirió el vuelo a la torre de control del aeropuerto. Los pilotos realizaron un giro a la izquierda. A las 5:56 p.m., los pilotos informaron a la torre que se encontraban en la perna base derecha para la pista 17, y el controlador les informó acerca de la presencia del Cessna N8669G adelante y a la derecha. Los pilotos no respondieron al controlador sobre esta advertencia de tráfico, pero la grabadora de voz (CVR) registró a un piloto diciendo: "No lo veo (allá) en absoluto", a lo que otro respondió: "No".
El Cessna N8669G se encontraba en un vuelo de instrucción bajo reglas de vuelo visual (VFR), y los pilotos se comunicaron con la torre para recibir instrucciones de aterrizaje. Después de realizar múltiples llamadas a otras aeronaves, el controlador indicó a los pilotos del Cessna que "reportaran perna de viento derecha" (refiriéndose a un giro en el patrón de tráfico). Luego, el controlador llamó al Ozark 965 para confirmar que seguía a otro Cessna. Al observar al Cessna N8669G cerca del DC-9, el controlador dijo: "Six nine golf, si esa es usted allá a punto de virar a final, salga hacia su—ah—bueno, simplemente cruce recto sobre final e incorpórese en una base izquierda para la pista uno siete. Seguirá a un DC-9 de Ozark, virando a final a unas dos [millas], tal vez a su izquierda y por encima, ¿lo tiene a la vista?" El piloto del Cessna respondió: "Six nine golf, recibido".
Unos segundos después, a las 5:57 p.m., un controlador de torre llamó nuevamente al Ozark 965 con una segunda advertencia de tráfico, diciendo: "ese Cessna a su derecha parece que va hacia el este". Los tres pilotos miraron hacia su derecha y avistaron al Cessna N8669G justo al través de la cabina del DC-9. El capitán intentó esquivar la pequeña aeronave, pero escuchó y sintió un golpe de impacto. El choque y la posterior caída descontrolada arrancaron el ala derecha del Cessna; los restos principales y el ala izquierda fueron hallados en un estacionamiento vacío a 6,5 pies (2 m) del umbral de la pista 17. La Junta Nacional de Seguridad del Transporte (NTSB) calificó el accidente como "no sobrevivible". El DC-9 permaneció controlable y aterrizó en la pista 17 sin incidentes graves. Sufrió daños leves en el ala derecha y un flap del ala, con manchas de pintura consistentes con el contacto con la hélice y el ala del Cessna.

## Investigación
La NTSB inició una investigación del accidente y emitió su informe final el 30 de junio de 1969.
No existían procedimientos publicados para aproximaciones VFR a Lambert Field; los pilotos se comunicaban con la torre para recibir instrucciones de aterrizaje una vez dentro de un radio de 5 millas (4,3 nmi; 8 km) del aeropuerto, y los controladores de torre secuenciaban las aeronaves según las condiciones de tráfico predominantes. Se esperaba que los pilotos "vieran y evitaran" el tráfico aéreo conflictivo. La torre de control estaba equipada con radar, pero el monitor estaba diseñado para condiciones de iluminación nocturna y no era utilizable durante el día; por tanto, los controladores utilizaban binoculares para secuenciar visualmente el tráfico. En ese momento, el tráfico VFR y la carga de trabajo de los controladores eran altos; los controladores estaban secuenciando vuelos VFR para aterrizar en la pista 17 desde ambas direcciones, y un controlador daba instrucciones rápidas por radio a múltiples vuelos, incluyendo al menos otras dos Cessnas que utilizaban la pista 17, una de las cuales aterrizaba antes que ambas aeronaves accidentadas.

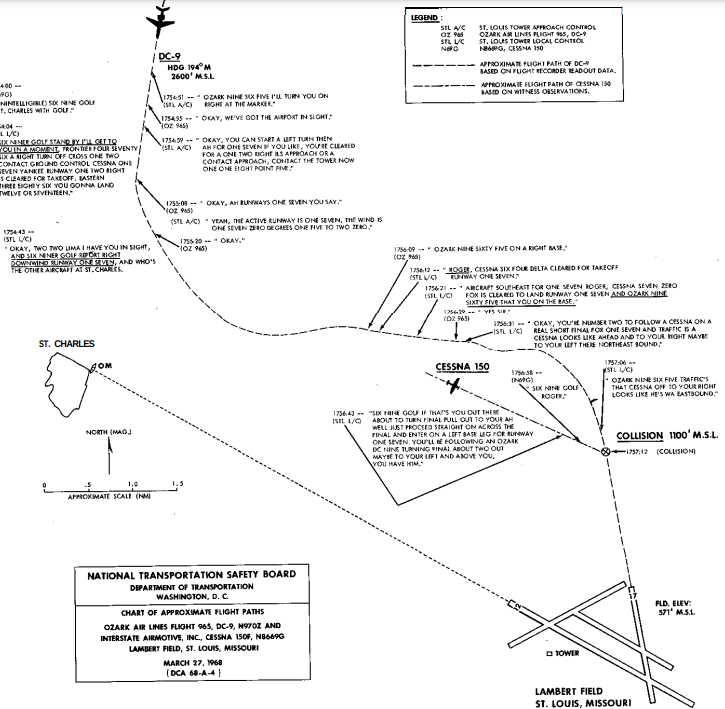
Trayectorias de vuelo de ambas aeronaves (con diálogos)

La NTSB reconstruyó las trayectorias de vuelo de ambas aeronaves accidentadas a partir de datos del FDR y del radar. Esto confirmó que los pilotos del Cessna no siguieron la trayectoria indicada por el controlador, habiendo aparentemente ignorado o no comprendido la instrucción de virar a perna de viento derecha e informar, y en su lugar volaron directamente hacia la senda de aproximación final para la pista 17. El controlador no se percató inicialmente de que los pilotos del Cessna habían hecho esto, ya que no estaban reportando su posición, él no contaba con información radar, estaba ocupado secuenciando otras aeronaves, y su punto de observación dificultaba juzgar con precisión la posición del Cessna visualmente.
La NTSB realizó un estudio de visibilidad basado en las trayectorias de vuelo de ambas aeronaves, concluyendo que la Cessna debió haber sido visible para el primer oficial del DC-9 (el piloto al mando del vuelo) durante 58 segundos antes de la colisión; para el capitán, durante 22 segundos; y para el observador (el otro capitán), durante 12 segundos, sin contar breves momentos en los que el marco del parabrisas pudo haber obstruido temporalmente la vista de la pequeña aeronave. Debido a la configuración de ala alta del Cessna, el DC-9 habría sido muy difícil de ver para los pilotos del Cessna al aproximarse desde arriba y por detrás; además, probablemente los pilotos del Cessna estaban enfocados en virar hacia la pista o mantener separación con la otra Cessna que aterrizaba delante de ellos, y la llamada por radio del controlador sugería que el Ozark 965 aparecería por encima y a su izquierda, no que los alcanzaría por detrás.

### Causa probable
La NTSB determinó que la causa probable del accidente fue: «la insuficiencia de los estándares actuales de separación VFR en espacio aéreo controlado, la falta de avistamiento oportuno del Cessna por parte de la tripulación del DC-9 para evitarla, la ausencia de procedimientos para patrones de tráfico VFR que favorezcan un flujo ordenado de aeronaves en aterrizaje, el hecho de que el controlador local no asegurara que la información importante para el aterrizaje emitida a la Cessna fuera recibida y entendida bajo las circunstancias de una situación de tráfico intenso sin asistencia de radar, y la desviación de la tripulación del Cessna de sus instrucciones de patrón de tráfico o su continuación hasta un punto crítico en el patrón sin informar al controlador local del progreso del vuelo».

### Recomendaciones
La NTSB recomendó a la Administración Federal de Aviación (FAA) que se instalara equipo de radar visible durante el día en Lambert Field; que se hiciera un mejor uso del radar para el tráfico en aproximación; y que se establecieran corredores de tráfico VFR en Lambert Field y aeropuertos similares. La FAA respondió instalando radares de visualización diurna, trabajando hacia la implementación programada de un sistema de secuenciación por radar y tomando en consideración la recomendación sobre los corredores de tráfico VFR.